# Zbór Kościoła Chrześcijan Baptystów „Oaza” w Wiśle
Zbór Kościoła Chrześcijan Baptystów w Wiśle – zbór Kościoła Chrześcijan Baptystów znajdujący się w Wiśle, przy ulicy Dziechcinka 3A.
Nabożeństwa odbywają się w każdą niedzielę o godzinie 10.00. Organizowane też spotkania w środy o godzinie 18.30 i spotkania młodzieżowe w piątki o 19.00.

## Historia
Baptyzm pojawił się na Śląsku Cieszyńskim w okresie międzywojennym. W Wiśle zagościł na stałe kiedy przeprowadził się tu pochodzący z Czeskiego Cieszyna Jerzy Szturc. W 1926 rozpoczęła się praca misyjna i spotkania, w latach następnych miały miejsce w Wiśle nieliczne chrzty. Siedzibą zboru pozostawał Cieszyn, jednak w 1931 najbliższy zarejestrowany zbór był w Katowicach. Od 1932 prowadzono regularne nabożeństwa w nowym domu Szturców. Przed wybuchem wojny zbór liczył ok. 15 do 20 osób.
Pierwsze nabożeństwo w niedokończonym budynku kościoła odprawiono w 1994.